# Епархия Корумбы
Епархия Корумбы (лат. Dioecesis Corumbensis) — епархия Римско-Католической церкви с центром в городе Корумба, Бразилия. Епархия Корумбы входит в митрополию Кампу-Гранди. Кафедральным собором епархии Корумбы является церковь Пресвятой Девы Марии.

## История
10 марта 1910 года Римский папа Пий X издал буллу «Novas constituere», которой учредил епархию Корумбы, выделив её из епархии Куябы. Первоначально епархия Корумбы входила в митрополию Куябы.
15 июня 1957 года епархия Корумбы передала часть своей территории епархий Кампу-Гранди и Дорадуса.
27 ноября 1978 года епархия Корумбы вошла в митрополию Кампу-Гранди.
30 января 1981 года епархия Корумбы передала часть своей территории епархии Жардина.

## Ординарии епархии
- епископ Cyrillo de Paula Freitas (1911—1918)
- епископ Helvécio Gomes de Oliveira (1918)
- епископ José Maurício da Rocha (1919—1927)
- епископ Antônio de Almeida Lustosa (1928—1931)
- епископ Vicente Maria Bartholomeu Priante (1933—1944)
- епископ Orlando Chaves (1948—1956)
- епископ Ladislau Paz (1957—1978)
- епископ Onofre Cândido Rosa (1978—1981)
- епископ Vitório Pavanello (1981—1984)
- епископ Pedro Fré CSsR (1985—1989)
- епископ José Alves da Costa (1991—1999)
- епископ Mílton Antônio dos Santos (2000—2003)
- епископ Segismundo Martínez Álvarez (2005—2018)